# Лысогорский сельский совет (Запорожская область)
Лысогорский сельский совет (укр. Лисогірська сільська рада) — входит в состав Запорожского района Запорожской области Украины.
Административный центр сельского совета находится в с. Лысогорка.

## Населённые пункты совета
- с. Лысогорка
- с. Беленькое Первое
- с. Каневское

## Археология
В окрестностях села Каневское находится палеолитическая стоянка «Мира» возрастом 27—28 тыс. лет, обнаруженная в 1995 году на правом берегу Днепра и имеющая сходство со стоянками городцовской культуры Костёнковско-Борщёвского района.